# Nunilo a Alodia
Svatá Nunilo a Alodia (úmrtí 851, Alquézar) byly dvě sestry-dvojčata a mučednice.
Narodily se jako dcery muslimského otce a křesťanské matky. Pocházely ze šlechtického rodu v Huesce. Podle práva šaría byly po otci muslimky, ale matka je vychovávala v křesťanské víře.
Jejich otec brzy zemřel a snad kvůli dědictví byli obviněny z apostáze. Odmítly muslimskou víru a za to byly sťaty v pevnosti Al-Qasr (dnes Alquézar).
Ihned po jejich smrti byly uctívány.
Jejich svátek se slaví 22. října.